# Nights into Dreams...
Nights into Dreams... (ナイツ?, Naitsu) (reso graficamente come NiGHTS into DREAMS...) è un videogioco d'azione sviluppato da Sonic Team e pubblicato da Sega nel 1996 per la console Sega Saturn. La storia del gioco segue due ragazzini, Elliot Edwards e Claris Sinclair, che entrano in Nightopia, un mondo onirico dove tutti i sogni hanno luogo. Sotto la guida del protagonista del gioco, Nights, un "Nightmaren" esiliato, iniziano un viaggio per impedire al malvagio sovrano Wizeman di distruggere Nightopia e di conseguenza il mondo reale. I giocatori controllano Nights volando attraverso i sogni di Elliot e Claris per raccogliere l'energia sufficiente a sconfiggere Wizeman e salvare Nightopia. Il gioco è presentato in 3D e impone limiti di tempo a ogni livello, in cui il giocatore deve accumulare punti per proseguire.
Lo sviluppo è iniziato dopo l'uscita di Sonic & Knuckles nel 1994, sebbene il concetto sia nato nel 1992, durante lo sviluppo di Sonic the Hedgehog 2. Lo sviluppo è stato guidato dai veterani del Sonic Team Yūji Naka, Naoto Ōshima e Takashi Iizuka. Naka ha iniziato il progetto con l'idea del volo e Ōshima ha disegnato Nights come un personaggio androgino che assomiglia a un angelo in grado di volare come un uccello. Le intenzioni degli sviluppatori erano di rendere la sensazione del volo come elemento centrale del gameplay, attraverso una combinazione di grafica 2D e 3D. Il team ha condotto ricerche sul sogno e sul sonno REM ed è stato influenzato dalle opere e dalle teorie degli psicoanalisti Carl Jung e Sigmund Freud. Un controller analogico, il Saturn 3D, è stato progettato insieme al gioco ed è stato incluso in alcune copie al dettaglio.
Nights into Dreams... è stato acclamato dalla critica, la quale ha elogiato la grafica, il gameplay, la colonna sonora e l'atmosfera, ed è considerato uno dei migliori videogiochi di tutti i tempi. Verso la fine del 1996 uscì un'edizione speciale a tema natalizio intitolata Christmas Nights, sempre per Sega Saturn. Il gioco ha ricevuto un port per PlayStation 2 uscito in Giappone nel 2008 e una versione in alta definizione è stata pubblicata in tutto il mondo per Windows, PlayStation 3, e Xbox 360 nel 2012. Un sequel, Nights: Journey of Dreams, è stato pubblicato per Wii nel 2007.

## Trama
Ogni notte, quando si va a dormire, si entra nel mondo onirico di Nightopia o in quello di Nightmare, dove vengono rappresentati i sogni e gli incubi delle persone. La pace che vive in questo mondo viene però interrotta da uno stregone malvagio e assetato di potere, chiamato Wizeman: il suo obiettivo è rubare dalle persone dormienti le Ideya, sfere di energia rappresentanti vari aspetti della psiche, per diventare ancora più potente ed entrare nella nostra realtà. Per realizzare il suo obiettivo dà vita a delle creature demoniache con il nome di Nightmaren, tra i quali Reala e il "fratello" Nights: quest'ultimo, ribellandosi a Wizeman, viene rinchiuso all'interno di una piccola struttura dal nome di Ideya Palace.
Nella città immaginaria di Twin Peaks, nel frattempo, due ragazzini di nome Elliot Edwards e Claris Sanders tornano a casa delusi di loro stessi: il primo per aver perso una partita di basket, la seconda per aver cantato male durante un'audizione. Andando a dormire, si ritrovano a Nightopia e incontrano Nights, offrendosi di aiutarlo a sconfiggere Wizeman; è così che l'avventura ha inizio.

## Modalità di gioco
Nights into Dreams... è suddiviso in sette livelli, chiamati "Dream". I livelli sono assegnati ai due personaggi adolescenti: tre sono unici per Claris, tre per Elliot, e ciascuno di loro affronta un settimo livello finale identico, chiamato "Twin Seeds". Inizialmente, solo i livelli "Spring Valley" di Claris e "Splash Garden" di Elliot; sono disponibili completando uno di questi, si sblocca il livello successivo nel percorso del personaggio. I livelli completati in precedenza possono essere rigiocati per ottenere punteggi più alti; per accedere al livello "Twin Seeds" è necessario ottenere un voto di almeno "C" in tutti i livelli del personaggio selezionato. Al completamento di ogni livello, viene assegnato un voto compreso tra A e F. I punti vengono accumulati in base alla velocità con cui il giocatore completa un livello, e vengono assegnati punti extra quando il giocatore vola attraverso gli anelli.
Ogni livello è diviso in quattro "Mare" ambientati a Nightopia, con una battaglia con il boss che si svolge a Nightmare. All'inizio di ogni livello, i giocatori controllano Claris o Elliot, ai quali i tirapiedi di Wizeman rubano le Ideya (oggetti sferici che contengono emozioni) della speranza, della saggezza, dell'intelligenza e della purezza, lasciando solo l'Ideya del coraggio. L'obiettivo di ciascun Mare è recuperare una delle Ideya rubate raccogliendo 20 gettoni blu e consegnandoli alla gabbia che contiene le Ideya, che si sovraccarica e rilascia la sfera che contiene. Se il giocatore cammina troppo a lungo nel paesaggio, viene inseguito da una sveglia senziente che risveglia il personaggio e termina il livello se entra in contatto con il giocatore. La maggior parte del gameplay si focalizza sulle sequenze di volo, che si attivano entrando nell'Ideya Palace all'inizio di ogni livello, permettendo al personaggio di fondersi con Nights imprigionato. Una volta iniziata la sequenza di volo, inizia il conto alla rovescia del tempo.
Nelle sezioni di volo, il giocatore controlla il volo di Nights lungo un percorso predeterminato attraverso ogni Mare, simile a un platform 2D. Il giocatore ha a disposizione un tempo limitato prima che Nights cada a terra e si trasformi nuovamente in Claris o Elliot; ogni collisione con un nemico sottrae cinque secondi al tempo rimanente. Il tempo viene reintegrato ogni volta che il giocatore restituisce un'Idea all'Ideya Palace. Durante il volo, Nights può utilizzare il "Drill Dash", un attacco giravolta per muoversi più velocemente e sconfiggere i nemici fantasma disseminati nel livello. Catturare alcuni nemici fa ruotare Nights, proiettando sia Nights che il nemico nella direzione della spinta. Sono disponibili diverse manovre acrobatiche, tra cui il "Paraloop", che consente di attrarre gli oggetti verso Nights volando in un cerchio completo e collegando la scia di stelle lasciata da Nights. Il gioco include un sistema di combo chiamato "Linking", dove azioni come la raccolta di oggetti e il volo attraverso gli anelli valgono più punti se eseguite rapidamente in successione. I potenziamenti possono essere ottenuti attraverso anelli specifici, indicati da un barile bonus, e includono aumenti di velocità, moltiplicatori di punti e sacche d'aria.
Al termine di ogni Mare, il giocatore riceve un voto in base al punteggio ottenuto, e alla fine dei quattro Mare, viene assegnato un voto complessivo per il livello. Successivamente, Nights viene trasportato nel Nightmare per affrontare una battaglia contro uno dei Nightmaren di "livello due" di Wizeman. Ogni scontro con il boss ha un limite di tempo, e se il giocatore esaurisce il tempo durante la battaglia, il gioco termina. Dopo aver sconfitto il boss, il giocatore riceve un moltiplicatore di punti basato sulla velocità con cui il boss è stato sconfitto, che viene applicato al punteggio ottenuto nella sezione Nightopia per determinare il punteggio finale del giocatore per quel Dream. Inoltre, il gioco include una modalità multigiocatore che consente a due giocatori di sfidarsi utilizzando uno schermo diviso. Un giocatore controlla Nights, mentre l'altro Reala. Il vincitore viene determinato dal primo giocatore che sconfigge l'altro, colpendo o paralizzando l'avversario per tre volte.
Nel gioco è presente un sistema di vita artificiale chiamato "A-Life", che coinvolge le entità chiamate Nightopian e tiene traccia dei loro stati d'animo. I giocatori possono favorire l'accoppiamento tra Nightopian, creando così ibridi noti come "Superplan". Man mano che si gioca, il numero di abitanti aumenta, influenzando le caratteristiche ambientali e l'estetica del mondo di gioco. Il sistema A-Life include un motore musicale in evoluzione che adatta il tempo, l'intonazione e la melodia in base allo stato emotivo dei Nightopian presenti nel livello. Questa funzionalità è gestita dall'orologio interno del Sega Saturn, che regola le dinamiche del sistema A-Life in base all'ora del giorno.

## Sviluppo
Nights è stato sviluppato dal Sonic Team, la divisione di sviluppo di Sega nota per aver creato i giochi di Sonic the Hedgehog per Mega Drive. L'idea di Nights è nata durante lo sviluppo di Sonic the Hedgehog 2 nel 1992, ma il vero sviluppo ha avuto inizio solo dopo l'uscita di Sonic & Knuckles alla fine del 1994. La programmazione ha avuto inizio nell'aprile del 1995 e l'intero processo di sviluppo è durato sei mesi. Yūji Naka è stato il programmatore e il produttore principale, mentre Naoto Ōshima e Takashi Iizuka hanno ricoperto rispettivamente i ruoli di direttore e progettista principale. Naka e Ōshima sentivano di aver trascorso abbastanza tempo con il franchise di Sonic e desideravano esplorare nuovi concetti. Secondo Naka, il team di sviluppo iniziale era composto da sette persone e si è poi espanso fino a 20 con l'arrivo di altri programmatori.
Il creatore di Sonic e direttore del progetto, Naoto Ōshima, ha ideato il personaggio di Nights prendendo ispirazione dai suoi viaggi in Europa e in Asia occidentale. Il design del personaggio è stato pensato per incorporare elementi stilistici giapponesi, europei e americani al fine di conferire a Nights un'attrattiva universalmente accattivante. Successivamente, Ōshima ha deciso che il personaggio avrebbe dovuto assomigliare a un angelo e volare come un uccello. Nel contesto del gioco, Nights rappresenta una parta della subcoscienza di ogni essere umano ed è stato appositamente concepito per essere senza genere, né maschile né femminile. La personalità di Nights è pensata come "uno specchio della personalità del bambino".
Inizialmente, Yūji Naka aveva in mente di creare Nights into Dreams... come un gioco dal ritmo lento, ma durante lo sviluppo il ritmo di gioco è gradualmente aumentato, assumendo delle similitudini con i giochi di Sonic. L'idea iniziale prevedeva il personaggio volante in uno sprite 2D renderizzato, con caratteristiche di scorrimento laterale simili a quelle di Sonic the Hedgehog. Tuttavia, il team esitava a passare dal 2D al 3D, poiché Naka era scettico sulle capacità di creare personaggi accattivanti con i poligoni, in contrasto con gli sprite pixel tradizionali che i progettisti ritenevano più espressivi. Secondo Takashi Iizuka, il design e la storia del gioco hanno richiesto due anni per essere completati. La difficoltà del gioco è stata progettata in modo tale che i giocatori giovani e inesperti potessero completarlo, mentre i giocatori più esperti sarebbero stati stimolati dal suo alto valore di rigiocabilità.
Nights è stato sviluppato utilizzando workstation Silicon Graphics per i progetti grafici e emulatori Sega Saturn su macchine Hewlett-Packard per la programmazione. Durante le prime fasi dello sviluppo, il team ha affrontato sfide a causa della mancanza di giochi di riferimento; di conseguenza, hanno dovuto ridisegnare il livello di Spring Valley numerose volte e rifare tutto da zero. Per la programmazione, il team ha utilizzato il sistema operativo Sega Graphics Library, che semplificava notevolmente lo sviluppo per il Saturn, anche se hanno creato gran parte del gioco con librerie personalizzate. A causa della mancanza di studi insonorizzati negli uffici del Sonic Team, i membri del team registravano gli effetti sonori durante la notte. Ogni frase nel gioco ha un significato specifico; ad esempio, "abayo" (あばよ?) è il gergo giapponese per "arrivederci". Il team ha ritenuto che il mercato globale sarebbe stato più accogliente verso un gioco con cutscene in CGI completamente in 3D anziché con animazioni in 2D. Norihiro Nishiyama, il progettista dei filmati di gioco, ha considerato che le cutscene in 3D fossero un efficace modo per esplorare i concetti di sogno e risveglio. Yūji Naka ha spiegato che i filmati incorporano elementi di realismo per confondere il confine tra sogni e realtà, rendendo così più intrigante l'esperienza di gioco.
Lo sviluppo di Nights richiese più tempo del previsto a causa dell'inesperienza del team con l'hardware del Saturn e dell'incertezza sull'utilizzo dell'intero spazio di 560 megabyte del CD-ROM. Inizialmente, il team stimava che il gioco avrebbe occupato circa 100 megabyte di dati e, in un certo momento, considerò la possibilità di pubblicarlo su dischi separati. Takashi Iizuka ha dichiarato che la sfida più grande durante lo sviluppo è stata trovare un modo per gestire la "contraddizione" dell'utilizzo di controlli a scorrimento laterale 2D in un gioco completamente in 3D. Yūji Naka ha limitato la meccanica di volo a "tracce 2D invisibili" poiché i primi test beta hanno rivelato che il gioco risultava troppo difficile da giocare in un ambiente completamente in 3D. Il gamepad standard del Saturn si rivelò insufficiente per controllare Nights in volo, portando il team a sviluppare il controller analogico del Saturn. Questo processo di sviluppo ha richiesto circa sei mesi e il team ha esaminato diverse idee per controller alternativi, inclusa una versione a forma di bambola di Nights.
Takashi Iizuka ha dichiarato che Nights è stato ispirato dagli anime e dallo spettacolo teatrale Mystère del Cirque du Soleil. Il team ha condotto ricerche sulle sequenze di sogni e sul sonno REM, studiando le opere di psicoanalisti come Carl Jung, Sigmund Freud e Friedrich Holtz. Iizuka ha approfondito lo studio dei sogni e delle relative teorie, tra cui quelle di Jung sugli archetipi onirici. Yūji Naka ha sottolineato che Nights riflette la teoria analitica dell'"ombra" di Jung, mentre i personaggi di Claris ed Elliot sono ispirati all'animus e all'anima secondo Jung.

## Pubblicazione

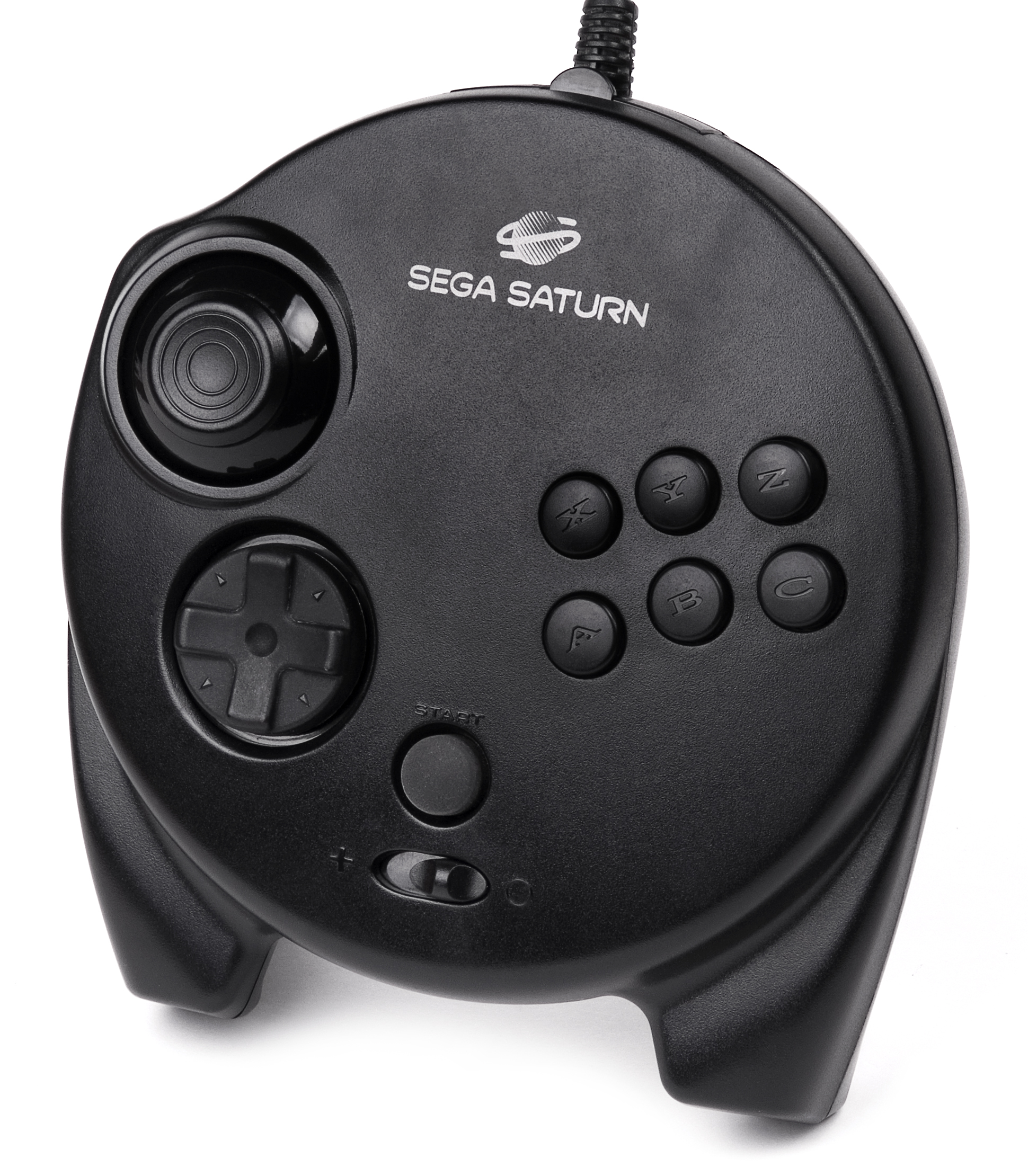
Il controller 3D opzionale fornito in dotazione con Nights into Dreams

Nights into Dreams... è stato lanciato insieme a un gamepad opzionale, il controller Saturn 3D, incluso in alcune copie del gioco). Questo controller è dotato di uno stick analogico e di grilletti progettati appositamente per Nights, al fine di facilitare i movimenti del personaggio. Il Sonic Team ha preso spunto dal successo del controller del Nintendo 64 abbinato a Super Mario 64 del 1996, rendendosi conto che il controller Saturn predefinito era più adatto ai giochi arcade che a Nights into Dreams.... Durante lo sviluppo, il regista Steven Spielberg visitò lo studio del Sonic Team e fu la prima persona esterna al team a provare il gioco. Yūji Naka gli chiese di utilizzare una versione sperimentale del controller 3D del Saturn, scherzosamente soprannominato "controller Spielberg" durante lo sviluppo.
Poiché il personaggio di Nights è stato testato da gruppi di discussione molto giovani, Sega scelse una scena notturna per la copertina per conferire un aspetto più maturo al gioco. Sega of America, preoccupata che il gioco potesse essere considerato troppo infantile per il pubblico occidentale, valutò la possibilità di apportare modifiche per renderlo più adatto al pubblico più adulto del Saturn in Occidente, ma tali piani non furono mai attuati. Nights fu lanciato con un budget di 10 milioni di dollari, che includeva campagne pubblicitarie televisive e cartacee negli Stati Uniti. Negli Stati Uniti, il gioco fu promosso con lo slogan "Prepare to fly" (lett. "preparati a volare").

### Colonna sonora
La colonna sonora è stata realizzata dai compositori Naofumi Hataya, Fumie Kumatani e Tomoko Sasaki. Il tema principale del gioco è il brano Dreams Dreams, di cui esistono due diverse versioni. La prima, "per adulti", è stata cantata da Curtis King Jr. e Dana Calitri, e la seconda, "per bambini", da Cameron Earl Strother e Jasmine Ann Allen. L'espansione Christmas Nights include anche la sigla cantata da Marlon Sanders, Gabriel Morris e Issa Klimon.
Sono stati pubblicati un totale di quattro album musicali. Il primo album, Nights Theme Song «Dreams Dreams» c/w «Message from Nightopia», è uscito il 26 giugno 1996 e include le tracce Dreams Dreams e Message from Nightopia. L'album ufficiale contenente la colonna sonora del gioco è stato pubblicato il 10 luglio 1996 e si intitola Nights Original Soundtrack (ナイツ オリジナルサウンドトラック?, Naitsu Orijinaru Saundotorakku). Entrambi gli album sono stati pubblicati dall'etichetta PolyGram. Tokuma Japan Communications ha pubblicato la colonna sonora A Nights Remix: Another Dreams il 24 luglio 1997, che contiene il remix di musiche composte da Go Katsura e Toshinori Miura. L'ultimo album, Nights into Dreams... Perfect Album, è stato pubblicato su tre CD sotto l'etichetta Wave Master il 21 febbraio 2008. Include brani sia del gioco originale Nights into Dreams... che dell'espansione Christmas Nights. Il 7 novembre 2012 l'album è stato ripubblicato su iTunes.
La stampa ha elogiato la colonna sonora e gli effetti sonori del gioco. Paul Davis della rivista Computer and Video Games ha citato la musica di Nights come la migliore di sempre, e il suo collega Tom Guise ha elogiato i compositori per aver creato un'atmosfera "ipnoticamente magica". Il giornalista di GameRevolution Colin Ferris affermò che le melodie e gli effetti sonori erano stati letteralmente scritti nel mondo dei sogni, per poi utilizzarli con successo in Nights into Dreams.... Il recensore di IGN ha elogiato a sua volta la colonna sonora "abbastanza bella" che, insieme agli effetti sonori, si inserisce perfettamente nel gioco. Un critico di Mean Machines Sega ha elogiato le musiche definendole "sorprendenti" e "impressionanti".

## Giochi correlati

### Christmas Nights
Christmas Nights into Dreams... (クリスマスナイツ?, Kurisumasu Naitsu) è una breve versione a tema natalizio di Nights into Dreams... uscita nel novembre 1996 in Giappone e nel dicembre successivo in Nord America e Europa. Iizuka ha dichiarato che Christmas Nights è stato creato per aumentare le vendite del Saturn. Lo sviluppo è iniziato nel luglio 1996 e ha richiesto da tre a quattro mesi, secondo Naka. Il progettista Takao Miyoshi ha ricordato di aver lavorato "nel pieno dell'estate... rintanato in ufficio ad ascoltare "Jingle Bells".
In Giappone, Christmas Nights è stato incluso come parte di un bundle natalizio del Sega Saturn e distribuito gratuitamente ai possessori del Saturn che coprivano le spese di spedizione. Altrove, è stato regalato con l'acquisto di giochi per Saturn come Daytona USA: Championship Circuit Edition (1996) o con numeri di Sega Saturn Magazine e Next Generation. Nel Regno Unito, Christmas Nights non è stato incluso nel Sega Saturn Magazine fino al dicembre 1997.
Christmas Nights segue Elliot e Claris durante le festività natalizie dopo le loro avventure con Nights. Rendendosi conto che la Stella di Natale manca dall'albero di Natale di Twin Seeds, i due si recano a Nightopia per trovarla, dove si riuniscono con Nights e recuperano la Stella di Natale dalla tana di Gillwing.
Christmas Nights include la versione completa del livello Spring Valley di Nights into Dreams... di Claris, giocabile sia come Claris che come Elliot. L'orologio interno del Saturn cambia elementi in base alla data e all'ora: durante il mese di dicembre, attiva la modalità "Christmas Nights", che trasforma le scatole degli oggetti in regali natalizi, il verde in neve e caramelle, gli anelli in ghirlande e le gabbie delle Ideya in alberi di Natale. I Nightopian indossano costumi da elfo e la musica viene sostituita con una versione di "Jingle Bells" e una interpretazione a cappella della sigla di Nights. Durante il periodo di "Christmas Nights", il tempo nella Spring Valley cambia a seconda dell'ora. Altri cambiamenti si verificano durante Capodanno, mentre il giorno del pesce d'aprile Reala sostituisce Nights come personaggio giocabile.
Nights offre diversi bonus sbloccabili, tra cui la possibilità di ascoltare la colonna sonora del gioco, monitorare lo stato del sistema A-Life, sperimentare il mixer musicale del gioco, affrontare un Mare a tempo, o giocare nei panni della mascotte Sega Sonic the Hedgehog nel mini-gioco Sonic the Hedgehog: Into Dreams.... Sonic deve attraversare Spring Valley a piedi e sconfiggere il boss, un Dr. Robotnik gonfiabile. La musica è una versione remixata di "Final Fever", la musica della battaglia con il boss finale della versione giapponese ed europea di Sonic CD (1993). Nella versione HD di Nights, il contenuto di Christmas Nights diventa giocabile dopo aver completato il gioco una volta.

### Sequel
Sonic Team sviluppò un prototipo di sequel per il Saturn intitolato Air Nights e iniziò a lavorare su un seguito per il Dreamcast. Nell'agosto 1999, Naka confermò che il sequel era in fase di sviluppo; tuttavia, nel dicembre 2000, il progetto fu cancellato. Naka si mostrò inizialmente riluttante a creare un sequel, ma successivamente espresse interesse nell'utilizzare Nights into Dreams... "per rafforzare l'identità di Sega". A parte un gioco elettronico portatile prodotto da Tiger Electronics e alcuni mini-giochi presenti in diversi titoli Sega, nessun vero sequel fu pubblicato per una console Sega.
Un nuovo capitolo, Nights: Journey of Dreams, venne annunciato per la console Wii nell'aprile 2007. Il gioco fu presentato in anteprima dalla rivista portoghese Maxi Consolas, seguito da brevi rivelazioni su Official Nintendo Magazine e Game Reactor. Esclusivo per Wii e utilizzante il Wii Remote, il gameplay di Journey of Dreams introduce l'uso di varie maschere e una modalità multigiocatore per due giocatori, oltre alle funzionalità online della Nintendo Wi-Fi Connection. Sviluppato da Sega Studio USA, con Iizuka - uno dei progettisti del gioco originale - nel ruolo di produttore, il titolo è stato pubblicato in Giappone e negli Stati Uniti nel dicembre 2007 e in Europa e Australia nel gennaio 2008. Nel 2010, Iizuka manifestò interesse nell'esplorare la possibilità di un terzo capitolo di Nights into Dreams....

## Accoglienza
| Testata                            | Giudizio |
| ---------------------------------- | -------- |
| GameRankings (media al 09-12-2019) | 88.56%   |
| Computer and Video Games           | 5/5      |
| Edge                               | 8/10     |
| Electronic Gaming Monthly          | 8/10     |
| Eurogamer                          | 9/10     |
| Game Informer                      | 8.5/10   |
| GameFan                            | 387/400  |
| GameRevolution                     | A        |
| IGN                                | 8.7/10   |
| Next Generation                    | 5/5      |
| Entertainment Weekly               | A        |
| Mean Machines Sega                 | 96%      |
| Sega Saturn Magazine (UK)          | 96%      |
| Sega Saturn Magazine (JPN)         | 9.8/10   |
| Saturn Fan                         | 8.4/10   |
| SpazioGames.it                     | 9.2/10   |

In Giappone, Nights into Dreams... raggiunse la vetta della classifica dei giochi per tutti i formati, nonostante la crescente concorrenza de nuovo Nintendo 64. Il gioco divenne il titolo più venduto per il Sega Saturn e si posizionò come il 21° gioco più venduto del 1996, con 392 383 copie vendute. Negli Stati Uniti, Nights into Dreams... andò spesso esaurito in vari punti vendita.
Il gioco ricevette ampi elogi dalla critica, con un punteggio medio dell'89% su GameRankings, basato su un aggregato di nove recensioni. Al momento del lancio, la rivista Computer and Video Games lo definì "uno dei videogiochi più sensazionali MAI realizzati!".
Gli aspetti più acclamati di Nights into Dreams... sono stati la grafica e le meccaniche di volo. Tom Guise di Computer and Video Games ha descritto il sistema di volo e la libertà di movimento come accattivanti, definendo il gioco la "perfetta evoluzione" di un titolo di Sonic. Scary Larry di GamePro ha elogiato il volo con il joystick analogico come intuitivo e ha definito il gameplay divertente, piacevole e impressionante, assegnando al gioco un punteggio di 4,5 su 5 per la grafica e un perfetto 5 su 5 per sonoro, controllo e divertimento. Entertainment Weekly ha elogiato le "graziose acrobazie" offerte da Nights into Dreams..., sottolineando che forniscono una sensazione di volo più coinvolgente rispetto alla maggior parte dei simulatori di volo. Edge ha apprezzato il controller analogico e ha definito i livelli del gioco "ben progettati e graficamente sorprendenti", pur esprimendo disappunto per il numero limitato di livelli rispetto a Super Mario 64 e suggerendo che Nights sembrava dare priorità agli aspetti tecnici e di marketing del Saturn piuttosto che a un gameplay focalizzato come quello di Sonic. Martin Robinson di Eurogamer ha definito le meccaniche di volo di Nights into Dreams... un "brivido vertiginoso". Colin Ferris di Game Revolution ha elogiato la grafica e la velocità di Nights into Dreams..., definendole mozzafiato e sorprendenti, affermando che il gioco offre le migliori qualità delle macchine di quinta generazione. GameFan ha apprezzato la combinazione di "grafica lussureggiante, musica incredibile e gameplay totalmente unico". Next Generation ha espresso critiche sulla velocità del gioco, sottolineando che il principale aspetto deludente è la rapidità con cui tutto si svolge, ma ha elogiato la modalità a due giocatori e il metodo innovativo di classificazione del giocatore una volta completato un livello. I quattro recensori di Electronic Gaming Monthly sono rimasti impressionati sia dagli aspetti tecnici che dallo stile grafico, affermando che i livelli sono divertenti da esplorare, sebbene abbiano manifestato delusione per la mancanza di un vero 3D e abbiano sottolineato che il gioco non raggiungere l'eccellenza di Super Mario 64.
Levi Buchanan di IGN ha espresso dubbi sulla capacità della console di gestire Nights, evidenziando occasionali problemi di clipping e deformazioni nel gioco, pur riconoscendo la qualità "dannatamente buona" della grafica. Un recensore di Mean Machines Sega ha elogiato i colori vivaci e le texture dettagliate, descrivendo l'animazione come "fluida come l'acqua". Rad Automatic della rivista britannica Sega Saturn Magazine ha lodato la grafica e la combinazione di colori, definendole ricche di texture e dettagli, e ha dichiarato che Nights into Dreams... è "uno dei giochi più accattivanti mai visti sul Saturn". Next Generation ha sottolineato che la grafica del gioco è "senza dubbio" la più fluida e soddisfacente su qualsiasi sistema. Al momento dell'uscita, la rivista giapponese Sega Saturn Magazine ha predetto che Nights avrebbe avuto un impatto significativo sull'industria dei videogiochi, in particolare nel genere dei giochi d'azione. Il recensore ha anche evidenziato che Nights era più godibile con il pad analogico rispetto al controller convenzionale, elogiando la sensazione di leggerezza e fluidità del pad analogico durante il gioco. SpazioGames.it ha lodato la sua longevità, sottolineando che anche dopo aver completato il gioco, non perdeva il suo fascino, rendendolo un titolo rigiocabile.
I recensori hanno elogiato non solo la grafica, ma anche la colonna sonora e gli effetti sonori di Nights into Dreams.... Paul Davies di Computer and Video Games ha definito la colonna sonora del gioco come "la migliore di sempre", mentre Tom Guise ha descritto l'atmosfera creata come "ipnoticamente magica". Ferris ha affermato che la musica e gli effetti sonori erano perfettamente adatti al mondo onirico di Nights into Dreams.... Levi Buchanan di IGN ha elogiato la colonna sonora del gioco, sottolineando come gli effetti sonori si integrassero perfettamente nell'universo onirico.
Nights into Dreams... ha ricevuto i premi "Miglior grafica" e "Miglior programmazione" ai Japan Game Awards. Ai premi "Best of '96" di Electronic Gaming Monthly, il gioco si è classificato al secondo posto come Flying Game of the Year (dietro Pilotwings 64), Nights si è classificato al secondo posto come "mascotte più cool" (dietro Mario e il controller analogico del Saturn, ribattezzato "Nights Controller" dalla rivista, ha vinto il premio come miglior periferica. L'anno successivo, EGM ha classificato Nights into Dreams... come il 70° miglior videogioco per console di tutti i tempi, descrivendolo come "diverso da qualsiasi cosa abbiate mai visto prima... un gioco platform 2,5-D senza piattaforme".

## Eredità
Nights into Dreams... è apparso in diverse liste dei migliori giochi di tutti i tempi. In un sondaggio di Computer and Video Games del gennaio 2000, i lettori lo hanno definito il 15° gioco più bello, dopo Super Mario 64. IGN lo ha classificato al 94º posto tra i migliori giochi di tutti i tempi nel 2007, e nel 2008 Levi Buchanan lo ha inserito al quarto posto nella sua lista dei 10 migliori giochi per Sega Saturn. Next Generation lo ha classificato al 25º posto tra i migliori giochi nel suo numero di settembre 1996 (un mese prima di recensire il gioco e circa due mesi prima della sua uscita fuori dal Giappone). 1UP.com lo ha classificato al terzo posto nella sua lista dei "Top Ten Cult Classics". Nel 2014, GamesRadar ha classificato Nights into Dreams... come il miglior gioco per Sega Saturn di tutti i tempi, affermando che "ha dato vita a un nuovo tipo di gameplay platform per la sua epoca". Naka ha affermato che l'uscita di Nights è stato il momento in cui Sonic Team si è veramente formato come marchio.

### Remake
Sega ha pubblicato un remake di Nights into Dreams... per PlayStation 2 in esclusiva in Giappone il 21 febbraio 2008. Include il supporto per lo schermo panoramico 16:9, una galleria di illustrazioni e la possibilità di giocare con la grafica classica del Saturn. Il gioco è stato anche inserito in un bundle chiamato Nightopia Dream Pack, che include la ristampa di un libro illustrato uscito in Giappone insieme al gioco originale per Saturn. Un gioco elettronico portatile di Nights into Dreams... è stato pubblicato da Tiger Electronics nel 1997, e in seguito ne è stato realizzato un port per la console R-Zone di Tiger che non ha avuto successo.
Una rimasterizzazione in alta definizione della versione per PlayStation 2 è stata pubblicata per PlayStation Network e Xbox Live nell'ottobre 2012. Una versione per Windows è stata distribuita tramite Steam nel dicembre 2012, con classifiche online e la possibilità di giocare con una grafica migliorata o con la grafica originale del Saturn. La versione HD include anche Christmas Nights, ma la modalità per due giocatori e il livello di Sonic the Hedgehog sono stati rimossi. Il 22 luglio 2016 è stata pubblicata su Steam una riedizione di Dreamcast Collection che ha inserito Nights into Dreams... e Jet Set Radio tra i titoli disponibili.

### Altri media
Claris ed Elliot compiono un'apparizione cameo in Burning Rangers (1998) dove inviano ai Ranger delle e-mail di ringraziamento per il loro aiuto. Aree di flipper a tema Nights into Dreams... sono presenti in Sonic Adventure (1998) e Sonic Pinball Party (2003). I giochi per PlayStation 2 EyeToy: Play (2003) e Sega Superstars (2004) presentano entrambi minigiochi basati su Night into Dreams..., in cui Nights viene controllato utilizzando il corpo del giocatore. Nights è anche un personaggio sbloccabile in Sonic Riders (2006) e Sonic Riders: Zero Gravity (2008).
Una versione minigioco, intitolata Nights into Dreams... Score Attack, è giocabile utilizzando il GameCube – Game Boy Advance link cable con Phantasy Star Online Episode I & II (2000) e Billy Hatcher and the Giant Egg (2003). A seguito di una campagna di successo da parte di un fansite di Nights into Dreams..., il personaggio di Nights è stato inserito in Sonic & Sega All-Stars Racing (2010) come ausiliario del traffico. Nights e Reala appaiono come personaggi giocabili in Sega Superstars Tennis (2008) e Sonic & All-Stars Racing Transformed (2012), quest'ultimo dei quali presenta anche un circuito a tema Nights into Dreams.... L'edizione limitata Deadly Six di Sonic Lost World presenta un livello ispirato a Nights into Dreams..., "Nightmare Zone", come contenuto scaricabile.

### Fumetti
Nel febbraio 1998, Archie Comics ha adattato Nights into Dreams... in una miniserie a fumetti di tre numeri per verificare se un fumetto di Nights avrebbe venduto bene in Nord America. La prima miniserie era vagamente basata sul gioco, con Nights identificato come maschio nonostante il design androgino del personaggio. In seguito, la casa editrice ha pubblicato una seconda miniserie di tre numeri, continuando la storia della prima, ma la serie non ha ottenuto vendite sufficienti per giustificare una serie regolare. In seguito è stato aggiunto a una lista dei franchise ospiti presenti nel crossover Worlds Unite di Archie Comics tra i suoi fumetti Sonic the Hedgehog e Mega Man.